# اسکندربیگ شاملو
اسکندربیگ شاملو از امیرزادگان و قورچیان قزلباش ایل شاملو بود. پس از قتل شاه اسماعیل دوم وی
پیش از حرکت مامور دولتی (علی‌بیگ ذوالقدر) و بدون دستور از قزوین به شیراز می‌رود و خبر قتل شاه اسماعیل دوم را به محمدمیرزا (بعدا" شاه محمد خدابنده) می‌دهد، محمدمیرزا نیز خوشحال شده و به وی لقب خوش‌خبرخان می‌دهد. پس از این خدمت، شاه محمد خدابنده اسکندربیگ قورچی (شاملو) را از رتبه قورچی به رتبه امارت ترفیع می‌دهد. با وجود این که خبر مرگ شاه اسماعیل دوم را اسکندربیگ شاملو زودتر از علی‌بیگ ذوالقدر به محمدمیرزا رسانده بود ولی خبر علی‌بیگ ذوالقدر نیز به نوعی اطمینان محمدمیرزا را به مرگ شاه اسماعیل دوم بیشتر کرد. 